# Ke-Jian A
Ke-Jian A (auch K’o-chien A, Kejian A, Ke Jian A, Ke Jian E; chinesisch 阿克儉; * 1933 in Chongqing, Sichuan; † 29. Dezember 2022) war ein chinesischer Violinist, Musikpädagoge und Komponist. Seine Arbeit zeichnet sich durch die Integration traditioneller chinesischer Musik mit westlichen klassischen Techniken aus.

## Leben
Ke-Jian A begann seine musikalische Ausbildung 1945 an der Staatlichen Musikschule Sichuan und studierte später am Zentralen Chinesischen Musikkonservatorium in Shanghai Violine bei Sitson Ma und Tan Shuzhen (1907–2002). Seit 1959 war er Violinist im Shanghai Symphony Orchestra.  In seiner weiteren Karriere übernahm er die Leitung des Chinesischen Informationszentrums für sinfonische Komposition (中国交响乐创作资料中心) des Orchesters. Zudem war er Mitglied der CMA (Chinese Music Association). Später arbeitete Ke-Jian A hauptberuflich als Komponist.

## Werke (Auswahl)
Ke-Jian A komponierte und arrangierte einige Instrumentalstücke und verfasste zwei Violinschulen.

### Werke für Violine und Orchester
- 洪湖 [Der Hong-See], Violinkonzert. Das Werk basiert auf dem Volkslied Die Wellen von Hung Hu[4] Das in China populäre Konzert beschreibt lautmalerisch die Aussicht auf den See bei Windstille und Sturm. Ein großer Teil der Violinstimme ist in einem rhapsodisch-improvisatorischen Stil gehalten. Es kombiniert den weiten Tonumfang der Violine mit chinesischer Harmonik.[5]
- 快乐的女战士 [Glückliche Kriegerin], für Violine und Orchester, Shanghai, 1974 OCLC 885527708
- A shoulder pole
- Elegy
- Fengyang Flower Drum
- Lullaby
- Porters’ Song

### Werke für Flöte und Orchester
- Yi Melody [Melodie der Yi] für Flöte und Orchester I Seaweed Tune II Dali Tune III Mountain Song

### Orchesterwerke
- Ancient Music of the Sunny spring [Alte Musik des sonnigen Frühlings]
- Golden Peacock [Goldener Pfau]; basiert auf Volksliedern der Tai-Völker
- Happy Luosuo
- Nocturne.
- Song of Huayi;  basiert auf Asowey, einem der charakteristischsten Volksliedern der Huayi.
- The General, Ouverture. Basiert auf einem Stück gleichen Namens wurde in der chinesischen Oper verwendet, und gelangte dadurch zu einer gewissen Popularität
- Xianzi Dance;  basiert auf einem populären tibetanischen Volkstanz

### Kammermusik
- Streichquartett 翻身道情 [Meine Liebe zuwenden], Shanghai, 1978 OCLC 35890511 OCLC 885557194

## Einspielungen
- Kejian A: Golden Peacock. Yingyun Guo, Flöte Shanghai Philharmonic Orchestra. Ltg.: Lin You-Sheng; (HNH/Naxos) YEC 2002 enthält: Golden Peacock; Song of Huayi; Ancient Music of the Sunny spring; The General Ouverture; Yi[6]
- Kejian A: Violinkonzert Hung Hu. Auf: Popular Chinese Orchestral Music. Takako Nishizaki, Violine, Sinfonieorchester Singapur, Leitung: Choo Hoey. Aufgenommen in der Victoria Memorial Hall in Singapur. Januar 1981. Hong Kong Records/Naxos 2015. Marco Polo 8.225881
- Kejian A: Violinkonzert Hung Hu. Vera Tsu, Violine. Shanghai Philharmonic Orchestra; Ltg.: Peng Cao; Marco Polo 8.223960; 1994
- Ke Jian A: Fenyang Flower Drumm, A shoulder pole, Elegy, Lullaby, A Porters. Yi Sun, Violine; Shanghai Philharmonic Orchestra; Ltg: Yong-ji Wang; Naxos; 2005 OCLC 884173608